# ظلال الصمت (فلم)
ظلال الصمت أول فيلم سعودي روائي طويل، يناقش المخرج السعودي عبد الله المحيسن في هذا الفيلم أزمة الفرد العربي وعجزه أمام تراكمات ماضيه ووطء حاضرة ورعبه من المستقبل المجهول الذي يبدو أنه لا يملك أملاً أو حلماً أو وعداً يقدمه. حيث يعرض الفيلم نظام متسلط يعمد، شعورا منه بأن الطرق القديمة التي طالما استعملها في إحكام السيطرة لم تعد ناجعة، إلى تطوير طرقه بتكوين خلية تفكير تنشئ «معهدا» منعزلا في قلب الصحراء تجعله، في الظاهر، مركزا للعلاج بالتنويم والتأهيل بتنمية القدرة على التحكم في النفس، وتزاول فيه، في الحقيقة، التخدير وغسيل المخ لتدمير الكفاءات الخارجة عليه.

## أبطال وفريق عمل الفيلم
قام ببطولة الفيلم الذي تم تصويره في مدينة تدمر السورية نخبة من النجوم العرب المنتقين بعناية
- من السعودية: عبد المحسن النمر ونايف خلف.
- ومن الكويت: محمد المنصور.
- ومن سوريا: غسان مسعود، وفرح بسيسو، ومنى واصف، ورجاء فرحات.
- ومن لبنان: إحسان صادق.
- وقد عهدت مهمة بناء موسيقى الفيلم التصويرية للموسيقار اللبناني المعروف زياد الرحباني
- كما يضم الطاقم الفني والإنتاجي للفيلم ما يقارب الأربعمائة مشارك، وهو عدد يتماشى مع رغبة المخرج عبد الله المحيسن الكبيرة للعودة إلى عالم الإخراج السينمائي بعد توقف دام أكثر من ثلاثة عشر عاماً حين قدم فيلمه الوثائقي الثالث (الصدمة)عام 1991م.

## قصة الفيلم
تنطلق الأحداث من مشهد مصوّر لمداهمة من المداهمات لبعض الأحياء الشعبية يتم التعليق عليها، في اجتماع يعقد للغرض بين رؤساء الخلية وأعضاءها مزيدا في البحث عن الوسائل الناجعة لمواجهة الأزمات التي بدأت تحتدّ. يستقر الرأي على الاستمرار في التصلب مع شيء من الانفتاح على التحديث في الوسائل.
«المعهد» يشتغل فيه خبراء أجانب ومحليون، منهم من جاءه مغترا بما يوفره من فرص لتطوير الأبحاث وخدمة العلم. أما نزلاؤه فمنهم المعارض السياسي الذي جلب إليه جلبا والمفكر المعاند، ومنهم من استدرج إليه استدراجا من أصحاب الكفاءات والخبرات بالتطميع في العلاج والتأهيل للوصول إلى بعض المناصب السامية والوظائف المرموقة.
يتم استدراج الكاتب الروائي بديع مراد للنزول بالمعهد لتخليصه من توتر أصابه على إثر نشره رواية جديدة دُفِع إلى تحويرها على نحو لم يكن يرضاه، وللتأهل لاستقبال منصب محتمل بوزارة الثقافة. نتعرّف، في الأثناء، على وقائع هذا الاستدراج، وعلى الشخصيات الفاعلة في مسار الأحداث.
ينطلق الفعل انطلاقته الحاسمة من تفتيش أهوج لمنزل بديع مراد بحثا عن رسالة تركها لزوجته سميرة يعلمها فيها بأنه ذهب إلى المعهد للإقامة فيه. تثوب سميرة إلى رشدها فتندم على أنها لم تكن حازمة في منع زوجها من الوقوع في ما وقع فيه وتشرع في التحرك للوصول إليه وتخليصه.
ينطلق الفعل أيضا بتعرفنا على عمر، شاب يمسك محلا لبيع القماش، فهو مشغول بغياب والده يسعى إلى الوصول إليه بالـ«معهد»، بعد أن بلغه احتمال أن يكون قد نقل إليه نتعرف إلى «المعهد» من الداخل، عندما يحل به بديع مراد فإذا به مشابه لمركز للعلاج الذهني والنفسي قريب من معتقل من النوع الحديث. فيه يعتني البروفسور حمود بالكاتب بديع مثلما يعتني غيره من الدكاترة بغيره من المجلوبين إليه.
تتطور الأحداث عبر مسارات ثلاثة متوازية في الغالب ومتقاطعة متداخلة:

### المسار الأول
تتخذه سميرة زوجة بديع عندما تقدم على تنفيذ مغامرة البحث عنه لتخليصه. يتخذ الشاب عمر نفس القرار ويشرع في تنفيذه بالذهاب إلى البحث عن والده. يتم اللقاء بين سميرة وعمر صدفة شديدة في إحدى المطاعم المقاهي ببعض المحطات فيتلازمان لأن غايتهما واحدة. 

### المسار الثاني
يتمثل في تقارب يحصل داخل المعهد بين بديع وبهاء الدين خبير الهندسة الإعلامية. يتضايق هذان الشخصان من بعض المزعجات بالمعهد ومن سخافة الطريقة التي يستعملها في العلاج فيشرعان في رد الفعل. في نفس هذا المسار يتأكد تقارب آخر بين البروفيسور حمود والدكتور يحيى عندما يفطنان إلى أن المعهد ليس المؤسسة العلمية التي جاءها كل منهما راغبا في خدمة العلم وتطوير البحث. 

### المسار الثالث
يتمثل في استمرار إدارة المعهد في تنفيذ المخططات التي أنشأته من أجلها: التخدير، التنويم، غسيل المخ، بل القتل: فالكاتب الصحفي عبد الكريم منصور يطلق سراحه ليتم اغتياله، الروائي بديع يتم تخديره ليزج به في مصرع عبد الكريم منصور على أنه هو الذي اغتاله مثلما يدل عليه شريط مصور للأحداث، بهاء الدين يخدر ويقحم في غرام حسناء على طريقة حسن الصباح بقلعته علموت. وبعض النزلاء كالمريض 818 وإسماعيل (الذي جيء به إلى المعهد ضمن مخطط آخر) يتعرضان إلى الضرب والتعنيف.
تسير الوقائع في هذه المسارات نحو التعقد:
- فالكاتب بديع يشرع في التمرد والمقاومة دون أمل كبير في الخلاص. والدكتور يحيى والبروفسور حمود يشرعان في البحث عما يجب فعله فيستقطبان ممرضا ويستفيدان من خبرة بهاء الدين. وإدارة المعهد تسترسل في تحقيق أهدافها بشيء من التصعيد. أما سميرة وعمر فيتيهان في الصحراء وتهاجمهما ذئابها وتشيح سيارتهما من البنزين وينتهي الزاد والماء، فلا ينقذهما سوى الشيخ فلاح الناصري وقد خرج في رفقة من أهله للبحث عن إبل له ضائعة.
- يتدخل بظهور الشيخ فلاح الناصري عامل آخر في الأحداث يعكس نظرة الأهالي سكان المنطقة إلى المعهد متضايقين من الطريقة التي زرع بها في حِماهم. فهم أيضا كارهون جدا لوجوده. وهم، رغم التكتم وقلة التصريح، يعرفون عنه كل شيء ويعرفون الأذى الذي يحدثه.
- التقاء الشيخ فلاح الناصري بعمر وسميرة ينتقل بالأحداث من مجرد المساعدة لإنقاذهما من مخاطر الصحراء إلى إرشادهما على الطريق إلى المعهد ثم إلى المساعدة لهما على إنقاذ ذويهما.

- تدخل الأحداث في طورها الحاسم نحو الانفراج: يصل عمر وسميرة بمساعدة من صالح ابن الشيخ فلاح إلى مشارف المعهد فيصدهم الحراس عن الاقتراب منه. يرتّب الشيخ فلاح الناصري، متحديا الحراسة العسكرية المضروبة على المعهد وبمساعدة أحلافه من أهالي الجهة، خطة الحفل البدوي للترحم على الأجداد والأسلاف.
- يستهين مدير المعهد بالحدث فيأمر بعدم التدخل في شؤون الأهالي بل يقصد الحفل ناقلا لشيوخه تحيات الحكومة.
- يستقبله الشيخ فلاح والوفد المرافق له استقبالا جميلا. يأخذ الاحتفال بالنفوس فيظل الجميع مشدودين إليه.
- يُقدم البروفيسور حمود بمساعدة من بهاء الدين على تنفيذ خطة لإفساد عمل المعهد وضعها له الدكتور يحيى، فيتم تعطيل عمل الأجهزة وتحويل وجهة شغلها ضدّا لما كانت قد صّممت له فتكون استفاقة جماعية للمخضعين للعلاج بالتنويم وغسيل المخ، كان بديع مراد واحدا منهم، ويبدأ التحرك للخروج من المعهد.
- يبدأ، من ناحية ثانية، اقتحام المعهد من الخارج إذ يتسلل إليه بعض الشبان بقيادة صالح ومرافقة عمر. يتم التسلل بنجاح فيعثر عمر على والده.
- يتم اللقاء بين الحركتين المنطلقة من الداخل والوافدة من خارج المعهد، ويتمكن بديع من الحصول على الشريط الذي يدينه بقتل عبد الكريم منصور، ويكون إسماعيل قد التحق بالمجموعة المتحركة للخلاص.
- أثناء السعي للخروج يظل بهاء الدين مصرا على البقاء تعلقا بتلك التي كان قد تعرف إليها مخدّرا، فيأخذه إلى الخارج إسماعيل رغما عنه. يخرج الذين اقتحموا المعهد منه عدا البروفيسور حمود إذ كان قد بقي له ما ينبغي إنهاؤه.
- يحاط مدير المعهد علما بالواقعة فيقفل راجعا، وبينما يسارع بديع بالنزول إلى حيث كانت سميرة زوجته ينصرف عمر والبستاني والده، يشرع بهاء الدين في الركض باتجاه المعهد راجعا إليه. يظل إسماعيل متحيرا لا يدري ما يصنع، فإخراجه لبهاء الدين قد كلفه التفريط في تلفاز كان قد أخذه معه من المعهد، وهي إشارة تربط منطلق الأحداث بنهايتها.
- لئن كانت النهاية موفقة فإن غبارا يتراءى محدقا بالمنطقة التي فيها المعهد والشخوص جميعا.

- مهرجان روما السينمائي 2006م.
- مهرجان كان السينمائي 2006م.
- مهرجان روتردام للأفلام العربية 2006م.
- مهرجان السينما العربية في باريس 2006م.
- مهرجان القارات الثلاث بمدينة نانت الفرنسية 2006م.
- مهرجان دبي السينمائي 2006.
- مهرجان قازان السينمائي 2007.
- مهرجان ألوان السينمائي بنيويورك 2007م.
- مهرجان الأفلام العربية بطوكيو 2007م.
- المهرجان السينمائي الدولي لمدينة غروزني بـ روسيا الاتحادية 2008م.

## إنجازات الفيلم
- نال مخرج الفيلم في مهرجان نانت مفتاح المدينة نظير جهوده في السينما العربية والسعودية خلال رحلته الفنية التي تجاوزت 35 عاما. وهذا التتويّج للمحيسن تكريما لمسيرته الفنيّة المتميّزة بتقديم رؤية فنيّة فكريّة للواقع العربي في ظل الصراعات الإقليمية والدولية ضمن مدرسته السينمائية التي تركز على تكثيف لغة الصورة وتوظيف دلالات الرمز والإسقاطات التاريخيّة لتحريض المشاهد على التفكير في واقع ومستقبل الأجيال.
- ترشح الفيلم للمسابقة النهائية لمهرجان روما 2007م ونافس معه 15 فيلما من بلدان مختلفة.

## روابط خارجية
- مقالات تستعمل روابط فنية بلا صلة مع ويكي بيانات